# Ryszard Bohr
Ryszard Józef Bohr (ur. 15 stycznia 1926 w Kołomyi, zm. 19 grudnia 1987 w Toruniu) − polski biolog, specjalizujący się w hydrobiologii i ekologii oraz działacz polityczny.

## Życiorys
Urodził się w rodzinie wojskowego w Kołomyi, tam też spędził wojnę, pracując jako robotnik kolejowy i sprzedawca. W sierpniu 1944 wstąpił do 1 Armii Wojska Polskiego. Służył w wojsku do 1946, uzyskując stopień podporucznika.
Po wojnie, pracując jako ekspedient w Toruńskiej Spółdzielni Spożywców, ukończył w 1947 Liceum dla Pracujących w Toruniu i podjął studia biologiczne na Uniwersytecie Mikołaja Kopernika. W 1950 został zatrudniony na stanowisku zastępcy asystenta w Katedrze Systematyki i Geografii Roślin Wydziału Matematyczno-Przyrodniczego UMK. W 1952 ukończył studia, a w 1960 uzyskał stopień doktora pod kierunkiem Jana Walasa. Tematem jego rozprawy doktorskiej były Socjologiczne badania perifitonu roślinnego w jeziorze Mamry. Stopień doktora habilitowanego uzyskał na UMK w 1966 na podstawie rozprawy Zbiorowiska glonów perifitonowych jezior Polski. Tytuł profesora nadzwyczajnego nauk przyrodniczych otrzymał w 1974, a profesora zwyczajnego w 1987.
W latach 1967−1987 był kierownikiem Zakładu Systematyki i Geografii Roślin UMK, w 1976 przekształconego w Zakład Taksonomii i Geografii Roślin. W latach 1969−1972 pełnił funkcję dziekana Wydziału Biologii i Nauk o Ziemi, od 1972 do 1975 piastował stanowisko prorektora, a w latach 1978−1981 rektora Uniwersytetu Mikołaja Kopernika.
Był działaczem Ligi Ochrony Przyrody, a także radnym Wojewódzkiej Rady Narodowej. W latach 1980–1985 był bezpartyjnym posłem na Sejm PRL VIII kadencji.

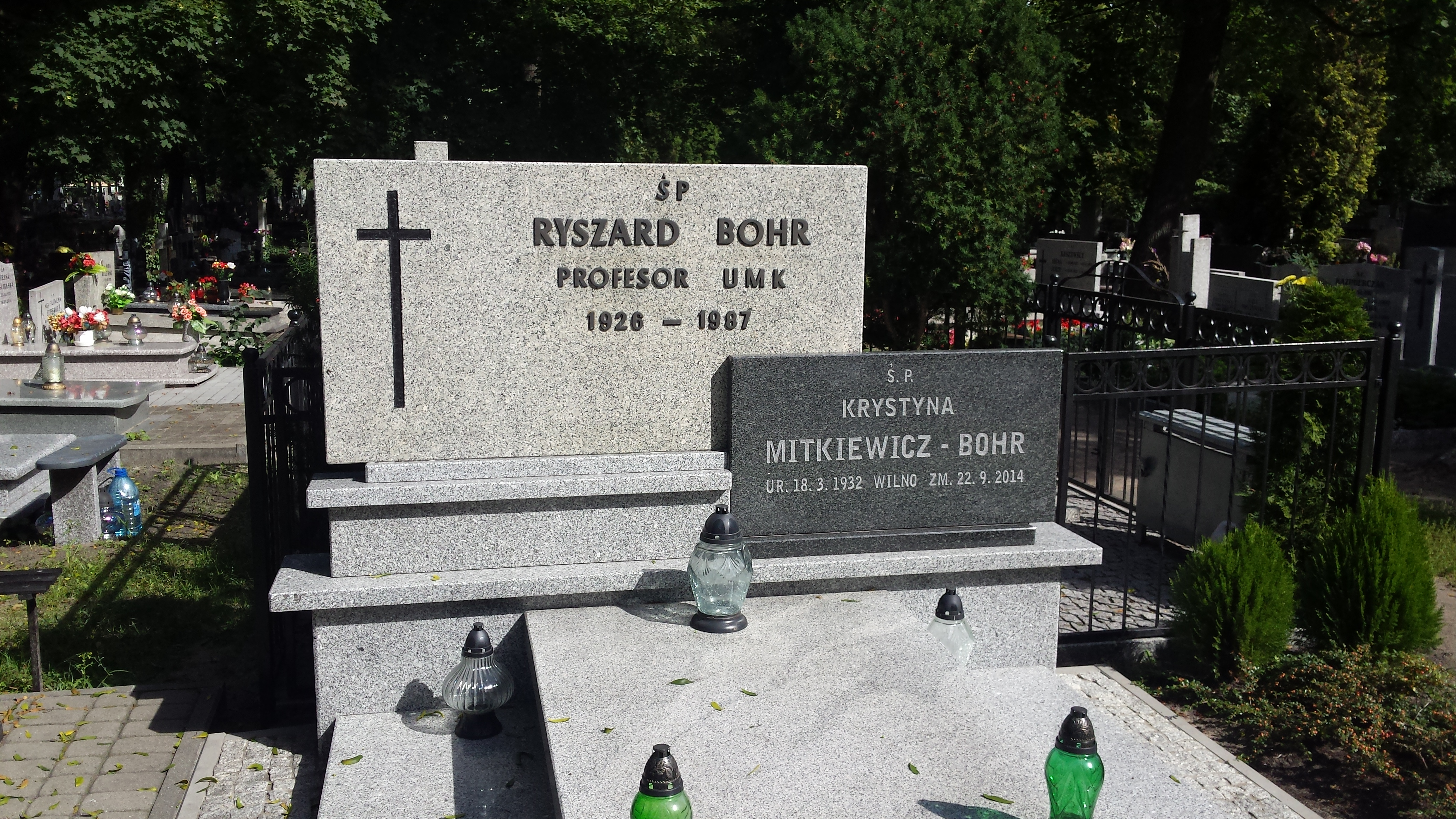
Grób prof. Ryszarda Bohra na cmentarzu św. Jerzego w Toruniu

## Odznaczenia
- Krzyż Kawalerski Orderu Odrodzenia Polski
- Złoty Krzyż Zasługi[1]